# Воспоро
Воспоро (італ. Vosporo) — венеційська та генуезька колонія в Криму, що була на території сучасного міста Керч.

## Історія
Італійська колонія Воспоро (Черкіо) існувала з початку XIV до третьої чверті XV століття. На її території розселялися як венеційці, так і генуезці. Адміністративно генуезький консул Воспоро підкорявся каффінському. Сама колонія відноситься до типу 2 (за класифікацією С. П. Карпова): торговельне поселення із причалом, замком і фондако (торговельними складами) на території міста, що належить місцевому правителеві, із правом екстериторіальності усередині факторії й визнанням суверенітету государя, на чиїй землі розташовано факторію. Воспоро був транзитним пунктом на шляху з Чорного моря в Тану, його мешканці здійснювали каботажне плавання уздовж кримських і кавказьких берегів.
Перше згадування про Воспоро відноситься до 1318 р. Й. Тунманн, посилаючись на французького хроніста Вінсента де Бове, відсуває цю дату до 1237 р. Крім того, Тунманн указує, що 1333 р. місто Керч перебувало під владою аланського (черкеського) князя Міллена. Однак відомо, що черкесів, які мешкали на Таманському півострові й у районі річки Кубань, ще в XIII ст. підкорили монголи (землі так званої «чорної Зіхії»).
З кінця XIII ст. територія Кримського півострова належала Золотій Орді, хоча Гірський Крим і південний берег мали певну автономію. Таким чином, місто Воспоро (Черкіо) у середині XI ст. перебувало на золотоординських теренах. 1340 року солхатський емір — глава Кримського тюмена Золотої Орди Тюлек–Тимур (1300—1341) — запропонував венеційцям для поселення місто Воспоро з портом і прилеглими територіями. Венеційці повинні були платити 3 % мито за товари до ханської скарбниці. Поки не було налагоджене стабільне морське сполучення з Таною, саме Воспоро повинно було залишатися головною базою Венеції в цьому районі.
З 1340/1343 по 1358 р. місто Воспоро було для венеційців пунктом, найбільш близьким до основних торговельних маршрутів. Однак це не привело до стрімкого економічного підйому міста, оскільки між Генуєю й Венецією був укладений договір про заборону плавання італійських судів до земель золотоординських ханів і взагалі до територій, розташованих на схід від Кафи. Очевидно, саме тому венеційці не змогли скористатися даним їм Тюлек-Тимуром привілеєм і зробити з Воспоро другу, але вже венеційську Кафу.
У Воспоро розташовувалася резиденція католицького архієпископа. Папа Іоанн XXII заснував тут 1333 (за іншими даними — 1332) року католицьку єпархію, архієпископом якої став домініканський чернець Франциск де Камаріно. Воспорський архієпископ вів активну проповідь католицтва, навернувши у нього із грецької віри Міллена й Верзахта, князів зіхських племен, що населяли передкавказький степ.
За генуезців місто Воспоро було також резиденцією консула, який підкорявся кафінському. До нашого часу дійшли імена лише двох воспорських консулів: Антоніо Карато (1455) і Франческо Фієскі (1456). Консул надсилався з Каффи терміном на один рік, аби уникнути зловживання владою. У Статуті 1449 р. немає параграфів про розпорядок життя у Воспоро, але деякі непрямі відомості дозволяють судити про правовий статус цього міста. Воспоро був дорівнений за станом Копі (Копарії), щодо якої є чіткі приписання у Статуті. Крім консула, з Каффи надсилалися два керуючі й один письмоводитель. Прибувши на місце, консул повинен був обрати ще п'ятьох чоловік — двох радників і трьох керуючих, серед яких обов'язково мали бути «греки». Ці вісім чиновників становили раду при особі консула. Крім них, при ньому були священик, нотарій і сурмач. Зі статей про інші міста відомо, що консул виконував обов'язки коменданта фортеці, керманича фінансів і воєначальника.
Про кількість солдатів, необхідних для охорони Воспоро, також нічого не відомо, але їх не могло бути більше, ніж у Солдайї або Чембало. Відсутність у Статуті 1449 р. розпоряджень стосовно Воспоро свідчить, що місто не було для генуезців настільки значимою фортецею, як, наприклад, Чембало. Але, з іншого боку, економічно воно було досить стабільним, аби платити податок на будівлю й ремонт стін Кафи нарівні з маленькою Копою, яка, втім, була важливим центром експорту риби. Очевидно, у Воспоро цю роль відігравав експорт солі.
Однак захоплення 1453 року турками-османами Константинополя зрушило справу подальшого занепаду Воспоро. Ще 1454 р. кримський хан Хаджі-Девлет Гірей (1443—1466) організував економічну блокаду Кафи, заборонивши «всім адресованим усередину його ханства товарам слідувати звичайними дорогами» і вимагаючи відправлення їх або у Воспоро, або в Каламіту.
Після занепаду Кафи й інших італійських колоній у Північному Причорномор'ї 1475 року у Воспоро був розташований турецький гарнізон, оскільки ця територія відійшла до османів. 1484 р. на залишках генуезьких фортифікацій турки вибудували власну фортецю.

## Дослідження
Одним з перших досліджень з історії Криму, де згадується Воспоро, була робота професора Галльського університету Йоганна Ерліха Тунманна «Кримське ханство». У ній зустрічаються цікаві факти з історії середньовічної Керчі, однак деякі з них не знаходять підтвердження в інших дослідженнях.
Італійська колонія Воспоро двічі згадується у творі М. І. Надєждіна «Про походження, існування й падіння італійських торговельних поселень у Тавриді»: у перерахуванні прибережних міст, що належать генуезцям і в пасажі про падіння колоній під
ударом турків, де, однак, «Боспро й Черкіо» зазначені як два різних міста.
Більше інформації про Воспоро міститься у роботі Вільгельма Гейда «Історія торгівлі Сходу за середніх віків», два розділи з якої перекладені Л. П. Колі. У ній є вказівки на ту роль, яку відігравало це місто в економіці італійських колоній у Північному Причорномор'ї, його правовий статус.
Професор Імператорського університету св. Володимира Ю. А. Кулаковський у праці «Минуле Тавриди» згадує про Боспор у контексті повідомлення про відвідування міста Ібн-Батутою.
У радянській і пострадянській історіографії історії Воспоро так само, як і раніше, уваги приділялося замало. Уривчасті дані про місце Воспоро в торговельних зв'язках Каффи наводяться у монографії С. П. Карпова «Італійські морські республіки й Південне Причорномор'я в XIII–XV ст.: проблеми торгівлі». Коротку історичну довідку про це місто в XIII ст. дає В. Л. Єгоров у монографії «Історична географія Золотої Орди в XIII–XIV ст.». Докладніше на проблемі розміщення генуезьких колоній на Керченському півострові зупинився С. Г. Бочаров, обґрунтувавши свою точку зору посиланнями на археологічні джерела. У науково-популярній роботі Л. Пономарьова «Середньовічна Керч» коротко окреслені соціальний, економічний і правовий аспекти життя італійської колонії Воспоро (Черкіо).